# NGC 4453
NGC 4453 (również PGC 41072) – galaktyka spiralna (Sb), znajdująca się w gwiazdozbiorze Panny. Odkrył ją William Herschel 28 stycznia 1784 roku.
W galaktyce tej zaobserwowano supernową SN 1966F.